# Tim
Tim ist ein männlicher Vorname. Bis Anfang 1963 war der Name im deutschen Sprachraum nicht gebräuchlich. Durch die sechsteilige Krimi-Serie Tim Frazer von Francis Durbridge wurde er schlagartig sehr beliebt, was in erster Linie auf den Hauptdarsteller Max Eckard zurückzuführen ist.

## Herkunft und Bedeutung des Namens
- altgriechisch, Kurzform von Timotheos (Τιμόθεος), zusammengesetzt aus den Wörtern τιμάω (timáo, deutsch „schätzen“ oder „ehren“) oder lateinisch timere („fürchten“) und θεός (theós, deutsch „Gott“), zu deutsch also so viel wie: „der Gott ehrt“ oder „der Gottesfürchtige“
- altgriechisch, Kurzform von Timon (Τίμων), ebenfalls von τιμάω (timáo) (s. o.): „der Geschätzte, der Geehrte, Ehrenwerte, Ehrenwürdige“.
- germanisch, Kurzform von Dietmar, („der im Volke Berühmte“)

## Namenstag
- Katholisch: 26. Januar
- Evangelisch: 26. Januar
- Anglikanisch: 26. Januar
- Orthodox: 4. Januar und 22. Januar

## Namensträger

### Vorname
- Tim (1997–2019), bekannt als Oldenburger Baby

#### A
- Tim Achtermeyer (* 1993), deutscher Politiker (Bündnis 90/Die Grünen)
- Tim Allen (* 1953), US-amerikanischer Schauspieler

#### B
- Tim Bendzko (* 1985), deutscher Singer-Songwriter
- Tim Bergling (1989–2018), bekannt als Avicii, schwedischer DJ und Musikproduzent
- Tim Berners-Lee (* 1955), Erfinder des World Wide Web
- Tim van Beveren (* 1961), deutscher Journalist, Sachbuchautor, Regisseur und Pilot
- Tim Borowski (* 1980), deutscher Fußballspieler
- Tim Burton (* 1958), US-amerikanischer Regisseur

#### C
- Tim Cahill (* 1979), australischer Fußballspieler
- Tim Cassel (* 1972), deutscher Fußballspieler und -funktionär
- Tim Commerford (* 1968), US-amerikanischer Bassist
- Tim Cook (* 1960), US-amerikanischer Manager und CEO
- Tim Curry (* 1946), britischer Schauspieler, Sänger und Songschreiber

#### D
- Tim Dahl (* 1985), US-amerikanischer Jazzmusiker
- Tim van Dijke (* 2000), niederländischer Radrennfahrer
- Tim W. Dornis, deutscher Rechtswissenschaftler
- Tim Drexler (* 2005), deutscher Fußballspieler
- Tim Duncan (* 1976), US-amerikanischer Basketballspieler

#### E
- Tim Ecclestone (1947–2024), kanadischer Eishockeyspieler und -trainer
- Tim Extra (* 1986), deutscher Koch

#### F
- Tim Ferriss (* 1977), US-amerikanischer Autor und Unternehmer
- Tim Fischer (* 1973), deutscher Chansonnier und Schauspieler
- Tim Frey (* 1972), Schweizer Politiker

#### G
- Tim Georgi (* 2000), deutscher Motorradrennfahrer
- Tim Grobe (* 1969), deutscher Schauspieler und Sprecher

#### H
- Tim Hardin (1941–1980), US-amerikanischer Musiker
- Tim Hart (1948–2009), britischer Musiker, Folksänger und Gitarrist
- Tim Henkel (* 1988), deutscher Handballspieler
- Tim Hölscher (* 1995), deutscher Fußballspieler
- Tim Howard (* 1979), US-amerikanischer Fußballtorwart und -funktionär
- Tim Hronek (* 1995), deutscher Freestyle-Skier

#### I
- Tim Inglis (* 1964), US-amerikanischer American-Football-Spieler
- Tim Isfort (* 1967), deutscher Musiker, Produzent und Arrangeur

#### J
- Tim Jackman (* 1981), US-amerikanischer Eishockeyspieler
- Tim Junge (* 2001), deutscher Eishockeyspieler

#### K
- Tim Kasper (* 1992), deutscher Basketballspieler
- Tim Kopp (* 1999), deutscher Nordischer Kombinierer
- Tim Krabbé (* 1943), niederländischer Schriftsteller und Schachmeister
- Tim Krohn  (* 1965), deutsch-Schweizer Schriftsteller

#### L
- Tim Lange (* 1963), deutscher Fernsehproduzent, Autor und Regisseur
- Tim Lobinger (1972–2023), deutscher Leichtathlet
- Tim Leatherman (* 1948), amerikanischer Erfinder des Leathermans

#### M
- Tim Mälzer (* 1971), deutscher Koch

- Tim Marton (* 1978), deutscher Politiker (Volt)
- Tim Mayotte (* 1960), US-amerikanischer Tennisspieler
- Tim Wayne Medvetz (* 1970), US-amerikanischer Filmemacher, Motorradfahrer und Bergsteiger

#### N
- Tim Nedow (* 1990), kanadischer Kugelstoßer
- Tim Neuhaus (* 1979), deutscher Schlagzeuger und Singer-Songwriter
- Tim Nussle (* 1999), Schweizer Unihockeyspieler

#### O
- Tim O’Reilly (* 1954), irischer Verleger und Softwareentwickler

#### P
- Tim Pritlove (* 1967), britischer Event-Manager, Podcaster und Medienkünstler
- Tim Pröse (* 1970), deutscher Journalist und Buchautor

#### R
- Tim Raue (* 1974), deutscher Koch
- Tim Reeves (* 1972), britischer Motorradrennfahrer
- Tim Rice (* 1944), britischer Musical- und Filmmusiktexter
- Tim Ries (* 1959), US-amerikanischer Jazz-Saxophonist und Hochschullehrer
- Tim van Rijthoven (* 1997), niederländischer Tennisspieler
- Tim Robinson (* 1981), amerikanischer Comedian

#### S
- Tim Sale (1956–2022), US-amerikanischer Comiczeichner
- Tim Sander (* 1978), deutscher Schauspieler, Synchronsprecher und Musiker
- Tim Schreder (* 1991), deutscher Fernsehmoderator, Reporter, Autor und Filmproduzent
- Tim Skarke (* 1996), deutscher Fußballspieler
- Tim Stegemann (* 1975), deutscher Schauspieler und Theaterpädagoge
- Tim Stegemann (* 1992), deutscher Leichtathlet
- Tim Suton (* 1996), deutsch-kroatischer Handballspieler

#### T
- Tim Thamerus (* 1966), deutscher Fußballspieler
- Tim Thoelke (* 1972), deutscher Musiker, DJ und Moderator

#### U
- Tim Uhlemann (* 1999), deutscher Basketballspieler
- Tim Morten Uhlenbrock (* 1985), deutscher Sänger und Schauspieler
- Tim Unterluggauer (* 1993), deutscher Basketballspieler
- Tim Unwin (* 1955), britischer Geograph

#### V
- Tim Van Berkel (* 1984), australischer Triathlet
- Tim Van Patten (* 1959), US-amerikanischer Filmemacher
- Tim Van Zandt (* 1963), US-amerikanischer Politiker
- Tim Vantol, niederländischer Musiker
- Tim Väyrynen (* 1993), finnischer Fußballspieler
- Tim van der Velde (* 1996), deutscher Basketballspieler
- Tim Veldt (* 1984), niederländischer Bahnradsportler
- Tim Vollmer (* 1946), US-amerikanischer Diskuswerfer
- Tim Völzke (* 1989), deutscher Handballspieler
- Tim Vos (* 1969), belgischer Eishockeyspieler

#### W
- Tim Wacker (* 1980), Beach- und Volleyballspieler
- Tim Wafler (* 2002), österreichischer Radrennfahrer
- Tim Wakefield (1966–2023), US-amerikanischer Baseballspieler
- Tim Walberg (* 1951), US-amerikanischer Politiker
- Tim Walbrecht (* 2001), deutscher Fußballspieler
- Tim Walter (* 1975), deutscher Fußballtrainer
- Tim Wallace (* 1984), US-amerikanischer Eishockeyspieler
- Tim Wallburger (* 1989), deutscher Schwimmer
- Tim Walz (* 1964), US-amerikanischer Politiker
- Tim Warfield (* 1965), US-amerikanischer Jazzmusiker
- Tim Watters (* 1959), kanadischer Eishockeyspieler und -trainer
- Tim J. Webb (* 1967), australischer Musiker, Maler und Bildhauer, siehe Timothy James Webb
- Tim Webber, britischer Filmtechniker
- Tim Weber (* 1987), deutscher Squashspieler
- Tim S. Weiffenbach (* 1968), deutscher Illustrator
- Tim Weilkiens (* 1971), deutscher Informatiker
- Tim Weiner, (* 1956), US-amerikanischer Journalist
- Tim Weißmann (* 1997), deutscher Fußballspieler
- Tim Weitkamp (* 1983), bekannt als Timi Hendrix, deutscher Rapper und Künstler
- Tim Welker (* 1993), deutscher Fußballspieler
- Tim Wellens (* 1991), belgischer Radrennfahrer
- Tim Wells (* 1951), amerikanischer Bassist
- Tim Welvaars (* 1951), niederländischer Jazzmusiker
- Tim Wendel (* 1989), deutscher Fußballspieler
- Tim Wendt (* 1997), deutscher Handballspieler
- Tim West (* 1985), US-amerikanischer Pokerspieler
- Tim Wheeler, britischer Psychologe, Soziologe und Hochschullehrer
- Tim Whelan (1893–1957), US-amerikanischer Filmemacher
- Tim White (* 1950), US-amerikanischer Paläoanthropologe
- Tim White-Sobieski (* 1961), polnischer Video- und Installationskünstler
- Tim Whitehead (* 1950), britischer Musiker
- Tim Whitmarsh (* 1970), britischer Altphilologe
- Tim Wielandt (* 1974), Schweizer Model
- Tim Wiese (* 1981), deutscher Fußballtorhüter
- Tim Wieskötter (* 1979), deutscher Kanute
- Tim Wiesner (* 1996), deutscher Fußballtorhüter
- Tim Wilde (* 1966), deutscher Schauspieler
- Tim Wilhelm (* 1977), deutscher Fernsehmoderator und Sänger
- Tim Wilkison (* 1959), US-amerikanischer Tennisspieler
- Tim Williams (* 1966), US-amerikanischer Schauspieler und Sänger
- Tim Williams, US-amerikanischer Skispringer
- Tim Williamson (1884–1943), englischer Fußballtorwart
- Tim Willits (* 1971), US-amerikanischer Computerspielentwickler
- Tim Wilson (* 1980), australischer Politiker
- Tim Winkler (* 1986), dänischer Handballspieler
- Tim Winter (* 1960), britischer Islamwissenschaftler
- Tim Winton (* 1960), australischer Schriftsteller
- Tim Wirth (* 1939), US-amerikanischer Politiker
- Tim Witherspoon (* 1957), US-amerikanischer Boxer
- Tim Wohlgemuth (* 1999), deutscher Eishockeyspieler
- Tim Wolff (* 1978), deutscher Satiriker und Journalist
- Tim Wood (* 1948), US-amerikanischer Eiskunstläufer
- Tim Wu (* 1972), amerikanischer Rechtswissenschaftler
- Tim Wulff (* 1987), deutscher Fußballspieler
- Tim Wuttke (* 1987), deutscher Fußballspieler
- Tim Wynne-Jones (* 1948), kanadischer Autor

#### Y
- Tim Yeung (* 1978), US-amerikanischer Schlagzeuger
- Tim Young (* 1955), kanadischer Eishockeyspieler
- Tim Young (* 1968), US-amerikanischer Ruderer

#### Z
- Tim van der Zanden (* 1984), niederländischer Radrennfahrer
- Tim Zeelen (* 1983), deutscher CDU-Politiker
- Tim Zimmermann (* 1996), deutscher Automobilrennfahrer
- Tim Zühlke (* 1979), deutscher Bahnradsportler und -trainer

### Künstlername
- Tiny Tim (1932–1996), US-amerikanischer Popmusiker und Entertainer
- Tim (* 1960), portugiesischer Rocksänger
- Tim Toupet (* 1971), deutscher Friseurmeister und Sänger
- Tim Wenderoth (* 1971), Pseudonym eines deutschsprachigen Schriftstellers
- Tim Woods (1934–2002), bürgerlich George Burrell Woodin, US-amerikanischer Wrestler

### Kunstfiguren
- Tim, belgische Zeichentrickfigur (Tim und Struppi)
- Tim, deutsche Romanfigur von Stefan Wolf (TKKG)
- Tim Frazer, Kunstfigur des Schriftstellers Francis Durbridge
- Tim Taylor, Hauptfigur der Sitcom Hör mal, wer da hämmert
- Tim Tyler, Hauptfigur des Comics Tim Tyler’s Luck
- Timmy Turner, Hauptfigur der Zeichentrickserie Cosmo und Wanda – Wenn Elfen helfen